# Lista siturilor arheologice din județul Cluj - U
Lista siturilor arheologice din județul Cluj - U conține toate siturile arheologice din județul Cluj înscrise în Repertoriul Arheologic Național (RAN) și aflate în localități al căror nume începe cu litera U. RAN este administrat de Ministerul Culturii și Patrimoniului Național și cuprinde date științifice, cartografice, topografice, imagini și planuri, precum și orice alte informații privitoare la zonele cu potențial arheologic, studiate sau nu, încă existente sau dispărute.
Puteți căuta un sit din localitățile care încep cu litera U folosind formularul de mai jos sau puteți naviga prin toate siturile din județ la Lista siturilor arheologice din județul Cluj.
| Cod RAN                                  | Denumire | Localitate                  | Adresă          | Datare                                   | Descoperit | Coordonate                                    | Imagine           | Erori            |
| ---------------------------------------- | --- | --------------------------- | --------------- | ---------------------------------------- | ---------- | --------------------------------------------- | ----------------- | ---------------- |
| 59899.01 (Cod LMI: CJ-I-m-B-07218)       | Cetatea medievală de la Unguraș - "Cetate" (Categorie: locuire civilă) (Tip: cetate)                                    | sat Unguraș, comuna Unguraș | Cetate          | sec. XIII-XIV d.Hr., sec. IV d.Hr.       | 1971-1973  | 47°06′13″N 24°05′32″E / 47.10352°N 24.09223°E | Încărcați imagine | Raportați eroare |
| 59899.01.01 (Cod LMI: CJ-I-m-B-07218)    | Cetatea medievală de la Unguraș - "Cetate" / ansamblu Ruinele cetății Unguraș (Categorie: locuire civilă) (Tip: Cetate) | sat Unguraș, comuna Unguraș | Cetate          | sec. XIII-XIV d.Hr.                      | 1971-1973  | 47°06′13″N 24°05′32″E / 47.10352°N 24.09223°E | Încărcați imagine | Raportați eroare |
| 59899.01.02 (Cod LMI: CJ-I-m-B-07218)    | Cetatea medievală de la Unguraș - "Cetate" / ansamblu anonim (Categorie: locuire civilă) (Tip: așezare)                 | sat Unguraș, comuna Unguraș | Cetate          | Sighișoara - Wietenberg                  | 1971-1973  | 47°06′13″N 24°05′32″E / 47.10352°N 24.09223°E | Încărcați imagine | Raportați eroare |
| 59899.01.04 (Cod LMI: CJ-I-m-B-07218)    | Cetatea medievală de la Unguraș - "Cetate" / ansamblu anonim (Categorie: locuire civilă) (Tip: așezare)                 | sat Unguraș, comuna Unguraș | Cetate          | Sântana de Mureș-Cerneahov sec. IV d.Hr. | 1971-1973  | 47°06′13″N 24°05′32″E / 47.10352°N 24.09223°E | Încărcați imagine | Raportați eroare |
| 59899.01.03 (Cod LMI: CJ-I-m-B-07218)    | Cetatea medievală de la Unguraș - "Cetate" / ansamblu anonim (Categorie: locuire civilă) (Tip: așezare)                 | sat Unguraș, comuna Unguraș | Cetate          |                                          | 1971-1973  | 47°06′13″N 24°05′32″E / 47.10352°N 24.09223°E | Încărcați imagine | Raportați eroare |
| 56764.01.01 (Cod LMI: CJ-I-m-B-07219.03) | Așezarea de la Urișor - "Stația Electro" / ansamblu anonim (Categorie: locuire civilă) (Tip: Așezare)                   | sat Urișor, comuna Cășeiu   | Stația Electro  |                                          | 1987       | 47°09′55″N 23°51′40″E / 47.16539°N 23.861°E   | Încărcați imagine | Raportați eroare |
| 56764.01.02 (Cod LMI: CJ-I-m-B-07219.02) | Așezarea de la Urișor - "Stația Electro" / ansamblu anonim (Categorie: locuire civilă) (Tip: Așezare)                   | sat Urișor, comuna Cășeiu   | Stația Electro  |                                          | 1987       | 47°09′55″N 23°51′40″E / 47.16539°N 23.861°E   | Încărcați imagine | Raportați eroare |
| 56764.01.03 (Cod LMI: CJ-I-m-B-07219.01) | Așezarea de la Urișor - "Stația Electro" / ansamblu anonim (Categorie: locuire civilă) (Tip: Așezare)                   | sat Urișor, comuna Cășeiu   | Stația Electro  | sec. IX-XIV d.Hr.                        | 1987       | 47°09′55″N 23°51′40″E / 47.16539°N 23.861°E   | Încărcați imagine | Raportați eroare |
| 56764.02.01 (Cod LMI: CJ-I-s-B-07220)    | Așezarea romană de la Urișor - "Dealul lui Bela" / ansamblu anonim (Categorie: locuire civilă) (Tip: Așezare)           | sat Urișor, comuna Cășeiu   | Dealul lui Bela |                                          |            | 47°09′46″N 23°52′39″E / 47.16278°N 23.87749°E | Încărcați imagine | Raportați eroare |
| 56764.03.01 (Cod LMI: CJ-I-s-B-07221)    | Așezarea medievală de la Urișor - "La Biserică" / ansamblu anonim (Categorie: locuire civilă) (Tip: Așezare)            | sat Urișor, comuna Cășeiu   | La Biserică     | sec. XIII - XIV d.Hr.                    | 1987       | 47°09′56″N 23°52′17″E / 47.16544°N 23.87132°E | Încărcați imagine | Raportați eroare |